# Атаян Гаяне Арменівна
Гаяне Арменівна Атая́н (нар. 23 вересня 1959, Київ) — українська художниця; член Спілки радянських художників України з 1986 року.

## Біографія
Народилась 23 вересня 1959 року в місті Києві (нині Україна) в сім'ї художників Тетяни Яблонської та Армена Атаяна. У 1983 році закінчила Київський державний художній інститут, була ученицею Віктора Шаталін.
Протягом 1983—1990 років працювала на Київському художньо-промисловому комбінаті художнього фонду УРСР; з 1990 року — на творчій роботі. Мешкає у Києві в будинку на провулку Івана Мар'яненка, № 14, квартира № 9.

## Творчість
Працює в галузі станкового живопису, переважно створює пейзажі. Серед робіт:
- «Біля джерела. Ольвія» (1983);
- «Іра в новорічному вбранні» (1985);
- «Щедра осінь» (1986);
- «Осінь на Подолі» (1989);
- «На Київських пагорбах» (1992);
- «Рожевий вечір» (1993);
- «Ялинка біля вікна» (1993);
- «Романтичний пейзаж» (1994);
- «Вечір над Києвом» (1994);
- «Жовтий букет» (1994);
- «Міський мотив» (1994);
- «Ясний вечір» (1994);
- «Туман» (1995);
- «Перловий день» (1996);
- «Наодинці» (1996);
- «Київський мотив» (1997);
- «Старий Київ» (1997);
- «Дерева і сніг» (1998);
- «Хризантеми» (1998);
- «Сутінки» (1999).

Твори художниці знаходяться в Національному музеї «Київська картинна галерея», художніх музеях Запоріжжя, Хмельницького, в музеї «Дракон» на Тайвані, в приватних колекціях в Україні та за її межами. Деякі твори є власністю дирекцій художніх виставок Міністерства культури України, Спілок художників України та Росії, Національного банку України, а також Градобанку.
З 1982 року бере участь у всесоюзних, всеукраїнських та міжнародних художніх виставках, зокрема:
персональні;
- 1994 — Київський музей російського мистецтва;
- 1995 — галерея «Ірена», Київ;
- 1999 — «Будинки і дерева», галерея «Л-Арт», Київ;
- 2000 — галерея «Грифон», Київ;
- 2002 — «Вечір над Києвом», галерея «Місто N», Київ;
- 2002 — «Щасливе літо», галерея «Грифон», Київ;
- 2003 — «Крізь гілки», галерея «Тадзіо», Київ;
- 2011 — «Теплий вітер», галерея «Тадзіо», Київ.

інші виставки
- 1987 — Всесоюзна виставка творів молодих художників, Москва;
- 1996 — виставка в галереї Gallery 27, Cork street, Лондон (роботи виставлялися поруч із роботами матері — Тетяни Яблонської);
- 1997 — виставка творів українських художників у галереї Роя Майлса, Лондон;
- 1998 — Перша Всеукраїнська Трієнале живопису, Київ;
- 1998 — Міжнародний Артфестиваль, Київ;
- 2000 — виставка живопису другої половини ХХ століття «Ноїв ковчег», Київ;
- 2001 — Друга Всеукраїнська Трієнале живопису, Київ;
- 2006 — Групова виставка творів українських художників у музеї міста Шанхай, Китай;
- 2007 — Третя Всеукраїнська Трієнале живопису, Київ;
- 2007 — Всеукраїнська виставка пейзажу, присвячена пам'яті Архипа Куїнджі, Маріуполь;
- 2007 — виставка в Морській Артгалереї, Одеса (роботи виставлялися поруч із роботами матері — Тетяни Яблонської);
- 2008 — Групова виставка творів українських художників, м. Усі, Китай;
- 2010 — Четверта Всеукраїнська Триєнале живопису.